# Аксу (Келесский район)
Аксу (каз. Ақсу, до 2008 г. — Канал) — село в Келесском районе Туркестанской области Казахстана. Входит в состав Жузумдикского сельского округа. Код КАТО — 515459200.

## Население
В 1999 году население села составляло 202 человека (112 мужчин и 90 женщин). По данным переписи 2009 года, в селе проживали 652 человека (335 мужчин и 317 женщин).